# Mistrzostwa Świata w Lekkoatletyce 1983 – bieg na 3000 m z przeszkodami mężczyzn

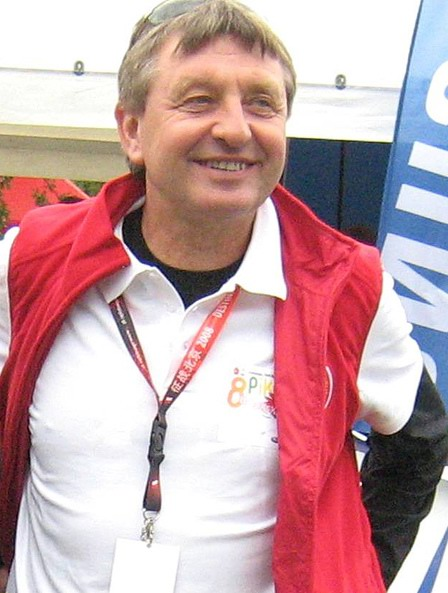
Wicemistrz świata Bogusław Mamiński

Bieg na 3000 metrów z przeszkodami mężczyzn – jedna z konkurencji biegowych rozgrywanych podczas lekkoatletycznych mistrzostw świata na Stadionie Olimpijskim w Helsinkach.

## Terminarz
| Data        |            |
| ----------- | ---------- |
| 9 sierpnia  | Eliminacje |
| 10 sierpnia | Półfinały  |
| 12 sierpnia | Finał      |

## Rekordy
|               | Zawodnik   | Wynik  | Miejsce | Data              |
| ------------- | ---------- | ------ | ------- | ----------------- |
| Rekord świata | Henry Rono | 8:05,4 | Seattle | 13 maja 1978(dts) |

## Wyniki

### Eliminacje
Rozegrano trzy biegi eliminacyjne. Z każdego biegu pięciu najlepszych zawodników automatycznie awansowało do półfinałów (Q). Skład półfinalistów uzupełniło dziewięciu najszybszych biegaczy spośród pozostałych (q).

### Bieg 1
| Poz. | Imię i nazwisko     | Reprezentacja     | Wynik   | Uwagi |
| ---- | ------------------- | ----------------- | ------- | ----- |
| 1    | Julius Korir        | Kenia             | 8:26,63 | Q     |
| 2    | Domingo Ramón       | Hiszpania         | 8:27,19 | Q     |
| 3    | Henry Marsh         | Stany Zjednoczone | 8:27,46 | Q     |
| 4    | Rainer Schwarz      | RFN               | 8:27,71 | Q     |
| 5    | Graeme Fell         | Wielka Brytania   | 8:27,71 | Q     |
| 6    | Gábor Markó         | Węgry             | 8:27,72 | q     |
| 7    | Mariano Scartezzini | Włochy            | 8:28,27 | q     |
| 8    | Joseph Mahmoud      | Francja           | 8:29,34 | q     |
| 9    | Shigeyuki Aikyo     | Japonia           | 8:31,27 | q     |
| 10   | Peter Daenens       | Belgia            | 8:39,66 |       |
| 11   | Ilkka Äyräväinen    | Finlandia         | 8:46,23 |       |
| 12   | Flemming Jensen     | Dania             | 8:56,57 |       |

### Bieg 2
| Poz. | Imię i nazwisko      | Reprezentacja     | Wynik   | Uwagi |
| ---- | -------------------- | ----------------- | ------- | ----- |
| 1    | Krzysztof Wesołowski | Polska            | 8:27,08 | Q     |
| 2    | Panajot Kaszanow     | Bułgaria          | 8:29,15 | Q     |
| 3    | Kip Rono             | Kenia             | 8:29,25 | Q     |
| 4    | Tommy Ekblom         | Finlandia         | 8:30,74 | Q     |
| 5    | Roger Hackney        | Wielka Brytania   | 8:30,90 | Q     |
| 6    | William Van Dijck    | Belgia            | 8:32,33 | q     |
| 7    | Rickey Pittman       | Stany Zjednoczone | 8:32,62 |       |
| 8    | Brendan Quinn        | Irlandia          | 8:34,02 |       |
| 9    | Hamid Homada         | Maroko            | 8:34,59 |       |
| 10   | Juan José Torres     | Hiszpania         | 8:41,87 |       |
| 11   | Mark Adam            | Kanada            | 9:15,18 |       |
| 12   | Girma Woldehana      | Etiopia           | 9:31,81 |       |

### Bieg 3
| Poz. | Imię i nazwisko   | Reprezentacja     | Wynik   | Uwagi |
| ---- | ----------------- | ----------------- | ------- | ----- |
| 1    | Colin Reitz       | Wielka Brytania   | 8:22,78 | Q     |
| 2    | Bogusław Mamiński | Polska            | 8:22,79 | Q     |
| 3    | Patriz Ilg        | RFN               | 8:22,97 | Q     |
| 4    | Richard Tuwei     | Kenia             | 8:23,88 | Q     |
| 5    | Hagen Melzer      | NRD               | 8:24,23 | Q     |
| 6    | Brian Diemer      | Stany Zjednoczone | 8:24,92 | q     |
| 7    | Peter Renner      | Nowa Zelandia     | 8:25,66 | q     |
| 8    | Francisco Sánchez | Hiszpania         | 8:25,92 | q     |
| 9    | Pascal Debacker   | Francja           | 8:30,79 | q     |
| 10   | Carmelo Ríos      | Portoryko         | 8:47,19 |       |
| 11   | Eshetu Tura       | Etiopia           | 8:53,86 |       |

### Półfinały
Rozegrano dwa biegi półfinałowe. Z każdego biegu czterech najlepszych zawodników awansowało do finału (Q). Skład finalistów uzupełniło czterech biegaczy spośród pozostałych z najlepszymi czasami (q).

### Bieg 1
| Poz. | Imię i nazwisko      | Reprezentacja     | Wynik   | Uwagi |
| ---- | -------------------- | ----------------- | ------- | ----- |
| 1    | Colin Reitz          | Wielka Brytania   | 8:22,91 | Q     |
| 2    | Hagen Melzer         | NRD               | 8:23,10 | Q     |
| 3    | Henry Marsh          | Stany Zjednoczone | 8:23,18 | Q     |
| 4    | Tommy Ekblom         | Finlandia         | 8:23,28 | Q     |
| 5    | Mariano Scartezzini  | Włochy            | 8:23,30 | q     |
| 6    | Francisco Sánchez    | Hiszpania         | 8:23,92 |       |
| 7    | Panajot Kaszanow     | Bułgaria          | 8:31,95 |       |
| 8    | Richard Tuwei        | Kenia             | 8:33,29 |       |
| 9    | Pascal Debacker      | Francja           | 8:36,16 |       |
| 10   | William Van Dijck    | Belgia            | 8:39,01 |       |
| –    | Rainer Schwarz       | RFN               | DNF     |       |
| –    | Krzysztof Wesołowski | Polska            | DNS     |       |

### Bieg 2
| Poz. | Imię i nazwisko   | Reprezentacja     | Wynik   | Uwagi |
| ---- | ----------------- | ----------------- | ------- | ----- |
| 1    | Bogusław Mamiński | Polska            | 8:20,81 | Q     |
| 2    | Patriz Ilg        | RFN               | 8:20,83 | Q     |
| 3    | Julius Korir      | Kenia             | 8:21,07 | Q     |
| 4    | Joseph Mahmoud    | Francja           | 8:21,29 | Q     |
| 5    | Domingo Ramón     | Hiszpania         | 8:21,61 | q     |
| 6    | Roger Hackney     | Wielka Brytania   | 8:22,44 | q     |
| 7    | Graeme Fell       | Wielka Brytania   | 8:23,22 | q     |
| 8    | Brian Diemer      | Stany Zjednoczone | 8:23,39 |       |
| 9    | Peter Renner      | Nowa Zelandia     | 8:25,72 |       |
| 10   | Gábor Markó       | Węgry             | 8:32,42 |       |
| 11   | Shigeyuki Aikyo   | Japonia           | 8:33,29 |       |
| 12   | Kip Rono          | Kenia             | 8:33,97 |       |

### Finał
| Poz. | Imię i nazwisko     | Reprezentacja     | Wynik   | Uwagi |
| ---- | ------------------- | ----------------- | ------- | ----- |
| 1    | Patriz Ilg          | RFN               | 8:15,06 |       |
| 2    | Bogusław Mamiński   | Polska            | 8:17,03 |       |
| 3    | Colin Reitz         | Wielka Brytania   | 8:17,75 | [ 2 ] |
| 4    | Joseph Mahmoud      | Francja           | 8:18,32 | [ 3 ] |
| 5    | Roger Hackney       | Wielka Brytania   | 8:19,38 |       |
| 6    | Graeme Fell         | Wielka Brytania   | 8:20,01 |       |
| 7    | Julius Korir        | Kenia             | 8:20,11 |       |
| 8    | Henry Marsh         | Stany Zjednoczone | 8:20,45 |       |
| 9    | Mariano Scartezzini | Włochy            | 8:21,17 |       |
| 10   | Domingo Ramón       | Hiszpania         | 8:21,32 |       |
| 11   | Hagen Melzer        | NRD               | 8:21,23 |       |
| 12   | Tommy Ekblom        | Finlandia         | 8:21,50 |       |